# Třebušín
Třebušín település Csehországban, a Litoměřicei járásban. Třebušín Liběšice, Ploskovice, Lovečkovice, Chudoslavice, Staňkovice, Homole u Panny és Malečov településekkel határos. Lakosainak száma 608 fő (2024. január 1.).

## Népesség
A település lakosságának változását az alábbi diagram mutatja:
| Lakosok száma | 1516 | 1498 | 1301 | 637  | 505  | 451  | 555  | 549  | 582  | 608  |
|               | 1869 | 1890 | 1921 | 1950 | 1980 | 2001 | 2017 | 2019 | 2022 | 2024 |